# Passiflora capsularis
Passiflora capsularis je član obitelji Passifloraceae s nježnim bijelim cvjetovima koji mirišu na vaniliju i dugi su oko 5 centimetres. Daje neobične rebraste elipsoidne plodove crvenkasto ljubičaste boje koji nisu jestivi. Lako raste u tropskim klimatskim uvjetima, tolerirajući do 5 °C pa čak i niže za kratka razdoblja. Cvjeta i lako raste čak i u malim posudama.

## Vanjske poveznice
|  | Zajednički poslužitelj ima stranicu o temi Passiflora capsularis    |
|  | Zajednički poslužitelj ima još gradiva o temi Passiflora capsularis |
|  | Wikivrste imaju podatke o taksonu Passiflora capsularis             |